# Jan Šimák
Jan Šimák (Tábor, 13 ottobre 1978) è un ex calciatore ceco, di ruolo centrocampista.

## Palmarès

### Club

#### Competizioni nazionali
- Campionato tedesco di seconda divisione: 1

Hannover 96: 2001-2002